# Hentzia mitrata
Hentzia mitrata är en spindelart som först beskrevs av Nicholas Marcellus Hentz 1846.  Hentzia mitrata ingår i släktet Hentzia och familjen hoppspindlar. Inga underarter finns listade i Catalogue of Life.